# チャーリー・マニエル
- チャーリー・マニュエル

チャールズ・フークア・マニエル（Charles Fuqua Manuel, 1944年1月4日 - ）は、アメリカ合衆国ウェストバージニア州マクドウェル郡ノースウォーク出身の元プロ野球選手（外野手）、プロ野球監督。右投左打。
愛称は「赤鬼」。21世紀においては、日本の一部のマスコミ（NHKなど）で、姓を「マニュエル」と表記している。

## 経歴

### 現役時代

#### アメリカ球界時代
高校時代は野球の他にアメリカンフットボール・バスケットボール・陸上競技でも活躍。野球とバスケットボールではキャプテンを務めていた。当時はバスケットボールが一番好きな種目で、いくつかの大学から奨学金つきの勧誘を受けていた。しかし、高校卒業間近に控えた1963年4月に、糖尿病と心臓疾患を患っていた父が自殺。チャーリーに母と兄弟の世話をするよう求める遺書が残されていた。MLB数球団から誘いを受けていた為、進学を断念してミネソタ・ツインズと2万ドルで契約。
1969年にメジャー初昇格。1974年にロサンゼルス・ドジャースに移籍。メジャーでは控えや代打が中心で、6シーズンで僅か4本塁打に終わった。
1974年アメリカの秋季教育リーグを視察していたヤクルトの広岡達朗コーチは当時ロサンゼルスドジャースに所属していたマニエルを移籍の話を持ち掛け、マニエルはマイナーで抜群の長打力を発揮していたが守備と走塁が苦手な為にメジャーに定着しきれずにいた、ペピトーンと違い性格的にも日本向きであると判断された、1975年1月の時点でヤクルト、マニエル本人もＯＫを出していたがマニエルが「ＭＬＢの年金資格所得まで離れたくない」と拒否し足りなかった57日在籍について1975年にピーター・オマリー会長56日以上在籍させることを約束し実行されマニエルは1976年にヤクルトへ入団。

#### ヤクルト・スワローズ時代（1度目）
1976年1月27日に正式にヤクルトへ入団。開幕から左翼手のレギュラーとなり、6月中旬まで打率.271、9本塁打と、そこそこの活躍を見せる。しかし、その後1ヶ月半ほど欠場、8月中旬より戦列に復帰するが調子が上がらず、シーズンでは84試合に出場し打率.243、11本塁打、32打点にとどまる。
1977年は若松勉・大杉勝男とともに強力クリーンアップを形成し、打率.316（リーグ10位）、42本塁打、97打点と活躍し、チームの球団創設以来初の2位躍進に貢献。9月15日の対大洋戦で42号本塁打を打って巨人の王貞治と並び、あわやマニエルが本塁打王かと騒がれた。しかし、9月下旬から10月上旬まで欠場するなど、その後約1ヶ月間本塁打が出ず、タイトルを逃した。
1978年には打率.312、39本塁打、103打点をあげて外野手のベストナインを獲得するなど、ヤクルトのリーグ初優勝・日本一に貢献。しかし、機動力・守備力を重視する広岡達朗監督からの評価は低かった。その年のオフ12月22日に守備面での不安に加え、ヤクルトに左腕投手が不足していた事情もあり、永尾泰憲と共に神部年男、佐藤竹秀、寺田吉孝との交換トレードで近鉄バファローズに移籍した。とはいえ、ヤクルト在籍期間中、マニエルが移籍する前の日本球界でかつて起きていた「助っ人排斥論」を蹴散らし、日米間の野球関係悪化を免れることとなった。

#### 近鉄バファローズ時代
近鉄では指名打者で起用され、1979年は開幕から打ちまくってチームの独走に貢献。48試合で打率.378、24本塁打、60打点はいずれもNPB新記録ペースだった。ところが、6月9日の対ロッテオリオンズ戦で八木沢荘六から顔面に死球を受ける。顎の骨が7つの破片に砕ける粉砕骨折という全治2-3か月の重傷を負い、戦線を離脱した。6月11日に香雪記念病院で5時間半に亘る下顎骨の修復手術を受ける。6月下旬に退院するが、食事が摂れず3週間に亘って点滴と流動食の入院生活で、体重が6㎏も落ちたという。マニエルの欠場期間、首位を走っていた近鉄は2度の3連敗で急下降し、9連勝の阪急ブレーブスにゲーム差なしと迫られる苦境に陥ったが、前期最終戦の6月26日の南海ホークス戦に1対1の引き分けで辛くも前期優勝を果たす。マニエルは投票数122票のうち、1位投票117票の圧倒的多数の得票で前期MVPを獲得した。6月末になって、マニエルはこの死球について「私が好調だったため狙われた」と糾弾、八木沢は「顔は狙っておらず、内角を狙った球がすっぽ抜けた」と反論している。ただし、当日の試合は初夏のデーゲームにもかかわらず、マニエルは光の反射を防ぐために目の下を黒く塗っていなかった。マニエル自身も主治医に対して、太陽の光で投球がよく見えず逃げ切れなかった、旨を語っていたという。
主治医は8月下旬からの戦列復帰を想定していたが、マニエルは8月3日からベンチ入りすると、早くも翌4日の阪急ブレーブス戦に代打で出場して適時打を打ち、56日ぶりの出場を果たした。打席では顎への防禦用のフェイスマスクを付けた特殊なヘルメットを走者になったら外す条件でパ・リーグから許可を得た上で装着している。骨折が治癒したとはいえ、骨が完全に元の強度に戻るまでには1年間くらいかかり、同じ場所に再び死球を受けると簡単に骨折してしまうため、顎に絶対に当たらないようにするための対応であった。一方で、このフェイスマスクは打席に立つ際に上下に動いてしまい、打ちづらかったという。なお、この形のヘルメットは以前デーブ・パーカーが装着しており、それを知っていたマーティ・キーナートが提供したものであった。8月11日のロッテ戦の前には、長期欠場の原因となる死球を与えた八木沢の「直接会って謝罪したい」との要望で話し合いを行った。マニエルは八木沢に対しては「謝罪に来てくれたことには感謝する」としたものの、死球はロッテ側による封じ込め策であると主張した。また『週刊現代』記者・太刀川正樹の取材に対しては「もし、オレが四年くらい若かったら、確実に八木沢を殺していたろう。オレはいまでも短気だが、日本に住んで、日本のベースボールに慣れたおかげで、本当に忍耐強くなった」と語った上で、当時自軍の監督だった西本幸雄が事件翌日、ロッテの監督だった山内一弘に抗議した際、山内が八木沢に死球を与えるよう指示したと主張し、八木沢個人よりも山内への憎しみの方が強いという心境を吐露、「山内は優秀なバッティングのコーチかもしれないが、監督としては低級（ロークラス）だ」と評した一方、西本に関しては近鉄が優勝したら彼を自身の故郷に招待する約束をしていることを明かした上で「何とかして優勝させたい。そして、西本との約束を果たしたいと思っているんだ」と述べていた。
7週間余りの戦線離脱のあと、わずか4日間の打撃練習で復帰ししたためか、後期は47試合で、打率.271、13本塁打、34打点と前期に比べてややペースダウン。それでも、シーズンではわずか97試合の出場ながら、37本塁打で本塁打王を獲得し、近鉄のリーグ初優勝に貢献。指名打者としてベストナインを獲得するとともに、MVPにも輝いた。長打率.7117は当時のパ・リーグ記録を更新している。広島東洋カープとの日本シリーズでは、打率.391と打撃では活躍するも、再三に亘って拙い守備で相手に得点を与えてしまい、シリーズ敗退の原因ともなった。
1980年は打率.325（リーグ5位）、48本塁打、129打点で本塁打・打点の二冠を獲得、近鉄をリーグ連覇に導く。しかし、MVPは新人ながら22勝を記録した木田勇に奪われ、2年連続のMVP獲得はならなかった。オフの契約更改で複数年契約を要求したが、単年契約を呈示した球団と折り合わず、1981年1月8日付で自由契約となった。この年、スティーブ・オンティベロスが100万ドルの3年半という大型契約を西武ライオンズと結んでおり、マニエルはこれを意識して複数年契約を要求したとも言われている。

#### ヤクルト・スワローズ時代（2度目）
近鉄を自由契約となったマニエルに対し、ヤクルトは1981年1月14日にマニエルの代理人ハワード・ゴルブと電話で交渉し、2年契約で年俸5千万円（推定）で合意し、1978年以来3年ぶりにヤクルトへの復帰が決まった。この時広岡は既に退団しており、監督は武上四郎に交代していた。ヤクルト初優勝の立役者であり、近鉄でも連覇に貢献したマニエルへの期待は大きかったが、大杉勝男は1月末にユマ・キャンプに現れたマニエルを見て、走り込み不足ですっかり下半身が弱くなっており、キャンプで徹底して鍛え直さなければ使い物にならないだろうと危惧していた。ところが首脳陣はマニエルに厳しいトレーニングを課そうとせず、またマニエルの側も過去の実績を過信していた節があって、十分な準備をしないままシーズンに入ったと述べている。
シーズンに入り大杉の懸念は的中、マニエルは開幕から打撃不振にあえぎ、ようやく第1号本塁打が出たのは開幕から15試合目の4月24日（対阪神）であった。6月上旬には一時的に調子が上向き、6月3日から7日まで5試合連続本塁打（第5号-第9号）を放ったものの、その後は再び不振に陥り、7月23日の前半戦終了までの間にわずか3本しか本塁打を打つことができなかった。さらには後半戦開始直後の8月2日の大洋戦で盗塁を試みた際に左脇腹を強打して長期離脱を余儀なくされた。9月末には戦線復帰したものの、最終的には本塁打12本、打点36という不成績に終わった。マニエルは2年契約であったが、ヤクルトはこの年限りでの契約打ち切りを通告。マニエルは抵抗したものの、1982年1月22日に自由契約が決定して退団し、帰国した。

### 引退後
引退後は、ミネソタ・ツインズに戻ってスカウトとなる。
1983年にツインズ傘下のマイナーリーグ1Aの監督に就任する。
1984年から2A、1986年から3Aの監督に昇格した。のち、クリーブランド・インディアンスで、1988年から1989年、1994年から1999年と打撃コーチを歴任した。日本流の早出特打ちを行うなど打線の強化を図り、1995年にはワールドシリーズに導いた。
2000年に監督に昇格。
2001年にはアメリカンリーグ中地区優勝を果たした。
2002年に成績不振を理由にシーズン途中で解任された。
2003年にフィラデルフィア・フィリーズGM特別補佐に就任。
2005年からは監督に就任。監督としては出塁重視のチームバッティングを徹底した。
2007年は独走するニューヨーク・メッツを終盤戦に猛追。残り17試合で6ゲーム差という状況から逆転して地区優勝する。
2008年には、リーグチャンピオンシップシリーズでロサンゼルス・ドジャースを破ってナショナルリーグ優勝を果たし、チームをワールドシリーズに導いた。そのワールドシリーズでもタンパベイ・レイズを破り、チームをワールドチャンピオンへと導いた。なお、日本球界経験者でのワールドシリーズ優勝監督は、巨人でプレーして、1986年にニューヨーク・メッツをワールドチャンピオンに導いたデーブ・ジョンソン以来となった。2009年もワールドシリーズに進出したが、松井秀喜が所属するヤンキースに敗れた。
2013年8月12日には監督としてMLB通算1000勝を達成したが、この年チームは地区4位と低迷しており、4日後の8月16日、フィリーズより監督解任が発表された。
2019年8月13日に打撃コーチとしてフィリーズへ復帰し、シーズン終了まで務めた。

## 人物
- 並外れたパワーと、よく興奮して顔が真っ赤になることから「赤鬼（あかおに）」の異名を持つ。それ以前では阪神に在籍したハル・ブリーデン、後にはマニエルと同じタイプのバッターであるボブ・ホーナーもこう呼ばれた。
- 打撃とは対照的に守備については評価が高いとはいえなかった。指名打者制が採用されていなかった日本シリーズにおいて、マニエルの守備は近鉄のウイークポイントとなってしまった。また、走塁面についても難が多い選手だった。
- そのため当時ヤクルト時代（1978年まで）の監督だった広岡からは「打つことしかできない選手」などと酷評され、マニエル自身も池井優のインタビュー本の中で、近鉄時代の監督だった西本を絶賛する一方で、広岡の人間性を批判していた。しかし、後に自身が大リーグで監督を務めるようになってからは「いまではヒロオカのやり方も少しは理解できるよ。性格は合わないけどね」と監督としての広岡の手腕については一定の評価をしている[22]。
- 近鉄時代はホームラン数に応じてタクシーチケットを支給するという待遇をしたが、マニエルが2年連続本塁打王となる事態になって近鉄本社側が困惑した（タクシーチケット約40枚分という高額の待遇が近鉄から放出の要因）。
- コーチ時代には、早出特打の他、1人ずつ練習する効率の悪いアメリカ式を改め、バッティングケージを並べて2人同時に練習する日本式を取り入れている[23]。
- 趣味のパチンコを自宅で打つ為にパチンコ店から台を購入してくる等、熱心な性格であった。野球でも対戦した投手の傾向をノートに取っており、この熱心な性格が来日2年目の1977年に成績を大きく上げた要因でもある[24]。
- 妻のワンダもマニエルと同時に来日しており、1978年には本田技研工業のホンダマチックのCMに出演している。

## 詳細情報

### 年度別打撃成績
| 年 度    | 球 団    | 試 合 | 打 席 | 打 数 | 得 点 | 安 打 | 二 塁 打 | 三 塁 打 | 本 塁 打 | 塁 打 | 打 点 | 盗 塁 | 盗 塁 死 | 犠 打 | 犠 飛 | 四 球 | 敬 遠 | 死 球 | 三 振 | 併 殺 打 | 打 率 | 出 塁 率 | 長 打 率 | O P S |
| -------- | -------- | ----- | ----- | ----- | ----- | ----- | -------- | -------- | -------- | ----- | ----- | ----- | -------- | ----- | ----- | ----- | ----- | ----- | ----- | -------- | ----- | -------- | -------- | ----- |
| 1969     | MIN      | 83    | 194   | 164   | 14    | 34    | 6        | 0        | 2        | 46    | 24    | 1     | 0        | 0     | 2     | 28    | 4     | 0     | 33    | 3        | .207  | .320     | .280     | .600  |
| 1970     | MIN      | 59    | 73    | 64    | 4     | 12    | 0        | 0        | 1        | 15    | 7     | 0     | 0        | 0     | 2     | 6     | 2     | 1     | 17    | 1        | .188  | .260     | .234     | .495  |
| 1971     | MIN      | 18    | 17    | 16    | 1     | 2     | 1        | 0        | 0        | 3     | 1     | 0     | 0        | 0     | 0     | 1     | 0     | 0     | 8     | 0        | .125  | .176     | .188     | .364  |
| 1972     | MIN      | 63    | 129   | 122   | 6     | 25    | 5        | 0        | 1        | 33    | 8     | 0     | 0        | 0     | 2     | 4     | 0     | 1     | 16    | 1        | .205  | .233     | .270     | .503  |
| 1974     | LAD      | 4     | 4     | 3     | 0     | 1     | 0        | 0        | 0        | 1     | 1     | 0     | 0        | 0     | 0     | 1     | 0     | 0     | 0     | 0        | .333  | .500     | .333     | .833  |
| 1975     | LAD      | 15    | 15    | 15    | 0     | 2     | 0        | 0        | 0        | 2     | 2     | 0     | 0        | 0     | 0     | 0     | 0     | 0     | 3     | 2        | .133  | .133     | .133     | .267  |
| 1976     | ヤクルト | 84    | 296   | 263   | 28    | 64    | 5        | 0        | 11       | 102   | 32    | 1     | 0        | 0     | 1     | 27    | 4     | 5     | 54    | 7        | .243  | .325     | .388     | .713  |
| 1977     | ヤクルト | 114   | 419   | 358   | 70    | 113   | 8        | 0        | 42       | 247   | 97    | 3     | 0        | 0     | 5     | 49    | 6     | 7     | 60    | 10       | .316  | .408     | .690     | 1.098 |
| 1978     | ヤクルト | 127   | 522   | 468   | 85    | 146   | 12       | 2        | 39       | 279   | 103   | 1     | 3        | 1     | 5     | 43    | 5     | 5     | 80    | 14       | .312  | .376     | .596     | .972  |
| 1979     | 近鉄     | 97    | 403   | 333   | 69    | 108   | 18       | 0        | 37       | 237   | 94    | 0     | 0        | 0     | 3     | 65    | 9     | 2     | 62    | 5        | .324  | .438     | .712     | 1.149 |
| 1980     | 近鉄     | 118   | 520   | 459   | 88    | 149   | 16       | 0        | 48       | 309   | 129   | 0     | 1        | 0     | 2     | 58    | 7     | 1     | 66    | 11       | .325  | .402     | .673     | 1.075 |
| 1981     | ヤクルト | 81    | 280   | 246   | 28    | 64    | 10       | 0        | 12       | 110   | 36    | 1     | 0        | 0     | 2     | 31    | 4     | 1     | 42    | 8        | .260  | .345     | .447     | .792  |
| MLB：6年 | MLB：6年 | 242   | 432   | 384   | 25    | 76    | 12       | 0        | 4        | 100   | 43    | 1     | 0        | 0     | 6     | 40    | 6     | 2     | 77    | 7        | .198  | .273     | .260     | .534  |
| NPB：6年 | NPB：6年 | 621   | 2440  | 2127  | 368   | 644   | 69       | 2        | 189      | 1284  | 491   | 6     | 4        | 1     | 18    | 273   | 35    | 21    | 364   | 55       | .303  | .385     | .604     | .988  |

- 各年度の太字はリーグ最高

### 年度別監督戦績
| 年度 | チーム | 地区  | 年齢 | 試合 | 勝利 | 敗戦 | 勝率 | 順位/チーム数 | 備考     | ポストシーズン 勝敗 |
| ---- | ------ | ----- | ---- | ---- | ---- | ---- | ---- | ------------- | -------- | ------------------- |
| 2000 | CLE    | AL 中 | 56   | 162  | 90   | 72   | .556 | 2 / 5         |          |                     |
| 2001 | CLE    | AL 中 | 57   | 162  | 91   | 71   | .562 | 1 / 5         | ALDS敗退 | 2勝3敗              |
| 2002 | CLE    | AL 中 | 58   | 87   | 39   | 47   | .453 | 3 / 6         | 途中解任 |                     |
| 2005 | PHI    | NL 東 | 61   | 162  | 88   | 74   | .543 | 2 / 5         |          |                     |
| 2006 | PHI    | NL 東 | 62   | 162  | 85   | 77   | .525 | 2 / 5         |          |                     |
| 2007 | PHI    | NL 東 | 63   | 162  | 89   | 73   | .549 | 1 / 5         | NLDS敗退 | 0勝3敗              |
| 2008 | PHI    | NL 東 | 64   | 162  | 92   | 70   | .568 | 1 / 5         | WS優勝   | 11勝3敗             |
| 2009 | PHI    | NL 東 | 65   | 162  | 93   | 69   | .574 | 1 / 5         | WS敗退   | 9勝6敗              |
| 2010 | PHI    | NL 東 | 66   | 162  | 97   | 65   | .599 | 1 / 5         | NLCS敗退 | 5勝4敗              |
| 2011 | PHI    | NL 東 | 67   | 162  | 102  | 60   | .630 | 1 / 5         | NLDS敗退 | 2勝3敗              |
| 2012 | PHI    | NL 東 | 68   | 162  | 81   | 81   | .500 | 3 / 5         |          |                     |
| 2013 | PHI    | NL 東 | 69   | 120  | 53   | 67   | .442 | 4 / 5         | 途中解任 |                     |
| 通算 | 12年   |       |      | 1827 | 1000 | 826  | .548 |               |          | 29勝22敗            |

- 太字はプレイオフ進出（ワイルドカードを含む）。
- 途中解任の年度の順位はいずれも最終順位。

### 獲得タイトル
NPB
- 本塁打王：2回 （1979年、1980年）
- 打点王：1回 （1980年）

### 表彰
NPB
- 最優秀選手：1回 （1979年）
- ベストナイン：3回 （1978年＝セ外野手、1979年・1980年＝パ指名打者）
- 月間MVP：1回（1979年5月）
- 報知プロスポーツ大賞：1回 （1979年）

### 記録
NPB初記録
- 初出場・初先発出場：1976年4月3日、対読売ジャイアンツ1回戦（明治神宮野球場）、4番・右翼手として先発出場
- 初安打：同上、5回裏に堀内恒夫から単打
- 初打点：1976年4月10日、対阪神タイガース1回戦（阪神甲子園球場）、1回表に山本和行から先制適時二塁打
- 初本塁打：1976年4月15日、対大洋ホエールズ2回戦（明治神宮野球場）、8回裏に宮本四郎から右越決勝ソロ

NPB節目の記録
- 100本塁打：1979年5月6日、対阪急ブレーブス前期6回戦（藤井寺球場）、1回裏に三浦広之から右中間へ先制2ラン ※史上101人目
- 150本塁打：1980年6月28日、対ロッテオリオンズ前期10回戦（日生球場）、7回裏に倉持明から2ラン ※史上55人目

### 背番号
- 9（1969年 - 1972年）
- 46（1974年）
- 16（1975年）
- 4（1976年 - 1980年、1989年）
- 2（1981年）
- 42（1994年 - 1996年）
- 48（1997年）
- 32（1998年 - 2002年）
- 41（2005年 - 2013年、2019年）